# Manchmal möchte ich schon mit dir
Manchmal möchte ich schon mit dir … ist ein Lied des deutschen Schlagersängers Roland Kaiser aus dem Jahr 1982. Es wurde von Joachim Heider, Norbert Hammerschmidt und Roland Kaiser geschrieben und gehörte zu den größten Charthits des Sängers. Es handelt von der Versuchung, mit der Frau eines guten Freundes eine Affäre zu beginnen und dies aus Vernunftsgründen doch zu vermeiden.

## Hintergrund und Veröffentlichung
Die Musik und der Text zu Manchmal möchte ich schon mit dir … stammen von Joachim Heider, Norbert Hammerschmidt und Roland Kaiser. Die Single wurde von Hansa im Juli 1982 veröffentlicht; die B-Seite war Und doch fühle ich Angst in mir.
1. Manchmal möchte ich schon mit dir … – 3:38
2. Und doch fühle ich Angst in mir – 3:33

Das Lied erschien zudem als erster Song auf dem Album In Gedanken bei dir, das ebenfalls im Juli 1982 veröffentlicht wurde und bis auf Platz 11 der Deutschen Albumcharts stieg.

## Musik und Text
Manchmal möchte ich schon mit dir … ist ein Schlager im 4⁄4-Takt, der in deutscher Sprache verfasst ist. Das Lied ist aus mehreren Strophen aufgebaut, die durch einen mehrfach wiederholten Refrain unterbrochen sind. Die musikalische Begleitung besteht aus einer akustischen Gitarre, einem Orchester sowie einem Chor, der vor allem im Refrain einsetzt, zudem wird ein gleichmäßiger Takt durch einen Schlagzeugsound vorgegeben. Durch die musikalische Begleitung wird eine griechisch anmutende Atmosphäre erzeugt, die das Gefühl für eine Sommer- oder Urlaubsstimmung erzeugen soll.
Der Text des Schlagers handelt von einem Mann, der der Versuchung einer Affäre mit der Frau eines Freundes widersteht, um die Freundschaft und die Ehe nicht zu gefährden. Er schildert einen intimen Abendmoment, bei dem er ebenso wie sie kurz davor ist, schwach zu werden und seinen Gefühlen nachzugeben. Dabei werden die Augen der Frau als „sehnsuchtsvoll“ beschrieben, in denen er „die rote Sonne untergeh’n“ sieht. Der Frau kommt dabei die aktive Verführungsrolle zu, indem er schildert, wie sie „zärtlich [s]einen Namen“ flüstert, seine Haut mit der Berührung ihrer Hand „in Flammen“ setzt und die Tür zu ihrem Zimmer offen lässt. All dies führt zu der Frage: „Wie lange kann ich Dir noch widersteh’n?“ In der letzten Strophe wiederholt er die Verführung und seine Unsicherheit:

„Du versprichst mir die Erfüllung meiner Träume

Da "Nein" zu sagen fällt unendlich schwer.“

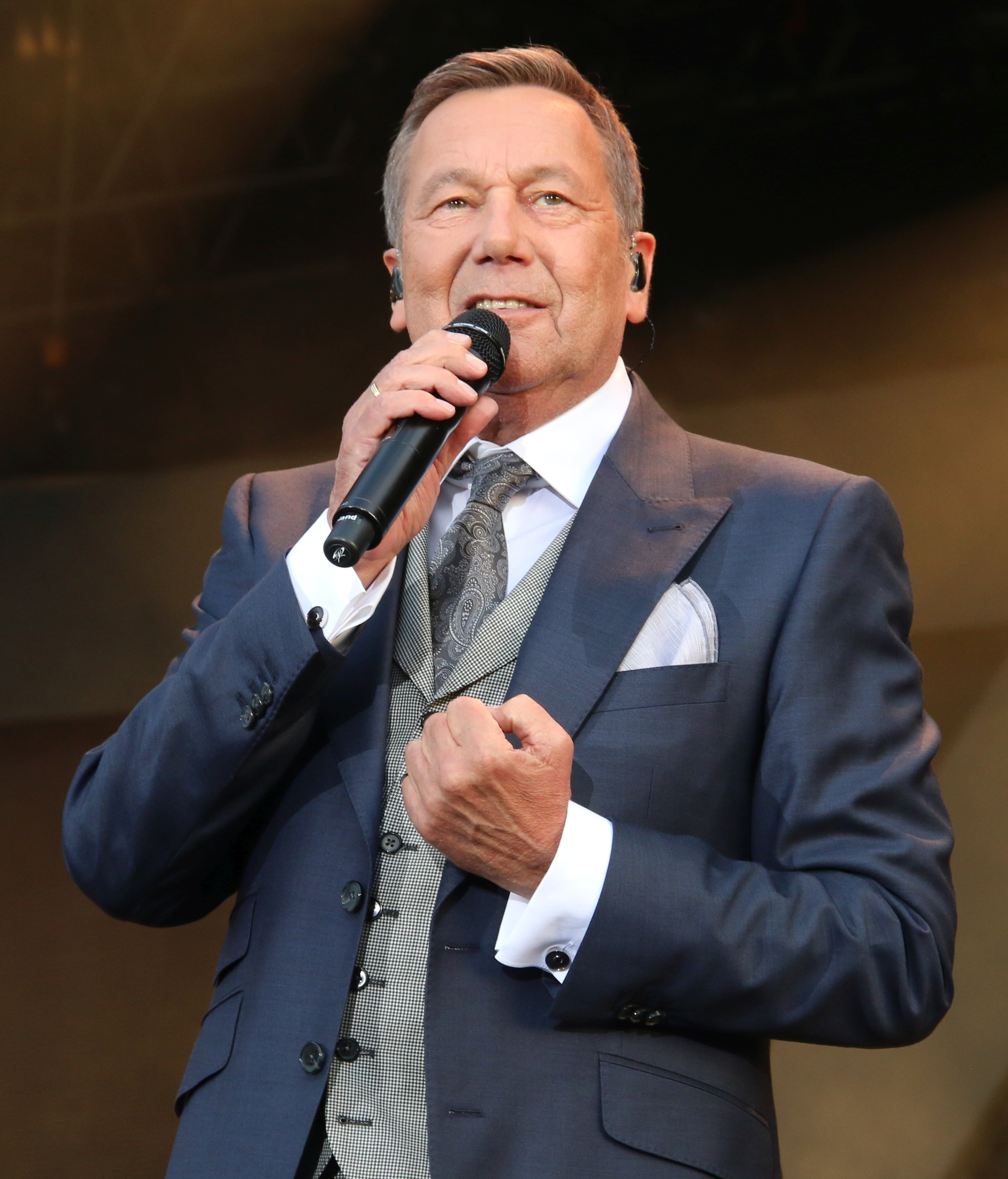
Roland Kaiser (2016)

Der Refrain, der nach den ersten beiden Strophen und dann ein weiteres Mal nach einer weiteren Strophe gesungen wird, besteht aus zwei aufeinanderfolgenden Textblöcken, die jeweils mit den Worten der Titelzeile „Manchmal möchte ich schon mit dir“ beginnen:

„Manchmal möchte ich schon mit dir

Diesen unerlaubten Weg zuende gehen

Manchmal möcht ich so gern mit dir

Hand in Hand ganz nah an einem Abgrund stehen

Wenn ich dich so seh, vor mir seh“

gefolgt von

„Manchmal möchte ich schon mit dir

Eine Nacht das Wort "Begehren" buchstabieren

Manchmal möcht ich so gern mir dir

Doch ich weiß wir würden viel zu viel riskieren

Du verlierst den Mann, ich verlier den Freund“

## Resonanz

### Charts und Chartplatzierungen
Manchmal möchte ich schon mit dir … stieg erstmals am 27. September 1982 auf Platz 25 in die deutschen Singlecharts ein und hielt sich dort insgesamt 24 Wochen, wobei das Lied am 22. November des Jahres mit Rang sieben für eine Woche seine höchste Notierung verzeichnete. Am 7. März 1983 wurde es zum letzten Mal in den Charts auf Platz 72 verzeichnet. In Österreich und der Schweiz konnte sich das Lied dagegen nicht platzieren.
Roland Kaiser erreichte als Interpret mit dem Lied zum neunten Mal die deutschen Singlecharts und es war sein fünfter Top-10-Hit. Als Autor erreichte er hiermit ebenfalls zum neunten Mal die deutschen Singlecharts, hier ist es aber erst der vierte Top-10-Erfolg. Die Folgesingle Ich will dich gelangte im Folgejahr nur noch auf den Rang 51 der Charts und bis 2014, als er seine bislang (Stand 2021) letzte Single Warum hast du nicht nein gesagt zusammen mit Maite Kelly veröffentlichte, gelangte keine weitere Single von ihm bis in die Top 10.
Am 8. November 1982 wurde Manchmal möchte ich schon mit dir bei der ZDF-Hitparade vorgestellt, in der Folgesendung am 6. Dezember 1982 belegte der Titel Platz 3 der durch die Zuschauer gewählten Hitparade.

### Coverversionen
Manchmal möchte ich schon mit dir … wurde als Schlager vereinzelt gecovert. Erste Coverversionen erschienen bereits im selben Jahr sowie im Folgejahr von bekannten Tanzorchestern wie denen von Cliff Carpenter und Udo Reichel. Weitere Versionen stammen vor allem von anderen Schlagersängern, allerdings gibt es auch eine a-cappella-Version von Maybebop oder eine Version im Stil der Neuen Deutschen Härte, die von Frank Zander für sein Album Rabenschwarz aufgenommen wurde. Gemeinsam mit Götz Alsmann veröffentlichte Roland Kaiser selbst 2017 eine neue Version des Liedes.
Zu den Coverversionen des Songs gehören unter anderem:
- 1982: Cliff Carpenter und sein Orchester
- 1982: Orchester Udo Reichel
- 1983: Dieter Dornig
- 1984: Die Kirmesmusikanten, instrumental
- 1993: Paul Kuhn
- 2000: Zuckermund, als Medley Manchmal möchte ich schon mit dir / Ich will alles / Marlene / Es kann der Frömmste …
- 2001: Bernd Clüver, Carin Posch
- 2004: Frank Zander
- 2007: Maybebop
- 2007: Dieter Thomas Kuhn & Band
- 2007: Kobus Muller, als Anslaan auf Afrikaans
- 2008: Peter Wackel feat. Chriss Tuxi
- 2015: Klee
- 2017: Roland Kaiser feat. Götz Alsmann
- 2018: Anstandslos & Durchgeknallt

## Belege
1. ↑  
Roland Kaiser – Manchmal möchte ich schon mit dir … bei Discogs; abgerufen am 11. April 2021.
2. ↑  
Roland Kaiser – In Gedanken bei dir bei Discogs; abgerufen am 11. April 2021.
3. 1 2 3  Roland Kaiser – Manchmal möchte ich schon mit dir, Songtext auf songtexte.com; abgerufen am 11. April 2021.
4. 1 2 3  
Roland Kaiser – Manchmal möchte ich schon mit dir. offiziellecharts.de, abgerufen am 11. April 2021.
5. 1 2  
Roland Kaiser – Manchmal möchte ich schon mit dir. austriancharts.at, abgerufen am 11. April 2021.
6. 1 2 3  
Roland Kaiser – Manchmal möchte ich schon mit dir. chartsurfer.de, abgerufen am 11. April 2021.
7. ↑  
Roland Kaiser. chartsurfer.de, abgerufen am 11. April 2021.
8. ↑  
Roland Kaiser – Manchmal möchte ich schon mit dir, Coverversionen auf cover.info; abgerufen am 11. April 2021.